# La strada interrotta
La strada interrotta è un libro di viaggio dell'autore britannico Patrick Leigh Fermor. Pubblicato postumo nel 2013 da John Murray, il libro, curato e introdotto dalla sua biografa Artemis Cooper e dallo scrittore di viaggi Colin Thubron, narra quasi tutta la sezione finale del viaggio dell'autore a piedi attraverso l'Europa da Hoek van Holland a Costantinopoli nel 1933 e 1934.
Il primo libro, Tempo di regali (1977), narra il viaggio di Leigh Fermor fino a metà Danubio. Il secondo volume, Fra i boschi e l'acqua (1986), inizia con l'autore che attraversa il ponte Maria Valeria dalla Cecoslovacchia all'Ungheria e termina quando raggiunge le Porte di Ferro, dove il Danubio formava il confine tra il Regno di Jugoslavia e la Romania. Il terzo volume non è mai stato ultimato dall'autore, ma nel 2011 l'editore di Leigh Fermor, John Murray, annunciò che avrebbe pubblicato il volume finale, attingendo dal suo diario dell'epoca e da una prima bozza che lo scrittore elaborò negli anni '60, pubblicando poi il risultato finale nel settembre 2013.
Il design della copertina è di Ed Kluz. John Craxton, che disegnò gli altri volumi, era a sua volta deceduto nel 2009.